# Euschistus inflatus
Euschistus inflatus är en insektsart som beskrevs av Van Duzee 1903. Euschistus inflatus ingår i släktet Euschistus och familjen bärfisar. Inga underarter finns listade i Catalogue of Life.